# اسپیکر بلوتوث یوای رول
 یو ای رول UE Roll یک محصول فوق‌العاده قابل حمل تولید شده توسط Ultimate Ears است که از بلوتوث و اتصال سیمی پشتیبانی می‌کند.
, این مدل اسپیکر بلوتوث UE بعنوان جایگزین Ultimate Ears) UE MINI BOOM) در تاریخ ژوئن ۱۶, ۲۰۱۵ معرفی شد.

## طراحی و امکانات
اسپیکر بلوتوث آلتیمیت ایرز مدل رول مانند شکل روبرو ۱۳٫۵ سانتیمتر (۵٫۳ اینچ) در قطر ۴٫۴ سانتیمتر (۱٫۷ اینچ) حداکثر ضخامت و وزن ۳۳۰ گرم (۱۲ اونس). است که قاب استفاده شده در آن از نفوذ آب، خاک و مواد مایع به داخل محافظت می‌کند. شرکت Ultimate Ears ادعا می‌کند این محصول از استاندارد ضد آب IPX7 بهره می‌برد به این معنی که می‌توان آن را به طور کامل در آب غوطه ور کرد. بدین ترتیب اسپیکر رول که تا عمق یک متر ۱ متر (۳ فوت ۳ اینچ) تا ۳۰ دقیقه مقاومت می‌کند.
از دیگر امکانات این مدل می‌توان به قابلیت اتصال این اسپیکر به یک اسپیکر رول دیگر است که بدین صورت صدای استریو پخش می‌کند.